# 小行星4537
小行星4537（英語：4537 Valgrirasp）是一颗围绕太阳公转的小行星。1987年9月2日，柳德米拉·切爾尼赫在克里米亚发现了此天体。
这颗小行星的绝对星等为300.6378880222226等。